# Навраття
Навраття — озеро в Ковельському районі Волинської області України.
Озеро є найменшим серед озер Шацького національного природного парку. Розташоване на північний схід від селища Шацьк. Площа озера становить 1,9 га, довжина 175 м, ширина 150 м, максимальна глибина — 2,0 м, середня глибина 1,0 м.